# 6666
6666 est une série de bande dessinée française écrite par François Marcela-Froideval et dessinée par Franck Tacito; Suite de 666, cette série porte également sur le thème du combat des forces catholiques contre le Démon et ses acolytes. Zenda en a publié deux volumes en mars 2004 et en mai 2006, avant de la laisser inachevée.
Comme 666, il s'agit d'une bande dessinée à l'humour décalé avec une pointe d'érotisme.

## Synopsis
Nous sommes en l'an 6666. L'humanité a essaimé partout dans l'espace. À la suite d'une guerre interstellaire, la Terre s'est refermée sur elle-même. Pour faire face à la menace grandissante d'une nouvelle apocalypse, le pape Leslie XII ordonne de cloner Carmody, prêtre ayant combattu et vaincu les forces démoniaques lors de l'apocalypse de 1999 (666). De son côté, le Reich galactique, commandé par l'empereur Waldemar IV, ressuscite Lilith, fille de Lucifer et ennemie jurée de Carmody dans les précédents opus. Pendant ce temps, une menace grandissante prend forme … Un nouvel Armageddon vient de commencer.

## Albums
- 6666, Zenda, coll. « Fantasy » :

1. Habemus papam (Nous avons un pape) 2004  (ISBN 2-7234-3383-8).
2. Civis pacem parabellum (jeu de mots sur « Si vis pacem, para bellum » Si tu veux la paix, prépare la guerre) 2006  (ISBN 2-7234-4537-2)[1].